# August Greene
August Greene — американський супергурт, створений у 2018 році. 

## Історія
У 2017 році Common, Роберт Гласпер та Каррієм Ріггінс отримали премію Primetime Emmy Award за пісню «Letter to the Free», яка була частиною документального фільму Ави ДюВерней (Ava DuVernay), «13th» (2016, Netflix).
У 2018 році було створено гурт August Greene. Засновники гурту: репер Common та продюсери Роберт Гласпер, та Каррієм Ріггінс.
Тріо дебютувало наживо 26 січня 2018 року в нью-йоркському нічному клубі Highline Ballroom, під час шостої щорічної вечірки Роберта Гласпера, з нагоди церемонії вручення нагород «Греммі». 9 березня 2018 року гурт випустив однойменний студійний альбом на Amazon Music. Альбому передував випуск синглу «Optimistic», кавер-версії пісні гурту Sounds of Blackness, який був записаний за участю співачки Brandy.
21 лютого 2018 року гурт August Greene виступив наживо на Tiny Desk Concerts організованого NPR Music.

## Учасники гурту
- Common (справжнє ім'я — Лонні Рашид Лінн),
- Роберт Гласпер (Robert Glasper),
- Каррієм Ріггінс (Karriem Riggins)

## Дискографія

### Альбоми
- August Greene (2018)

### Сингли
| Рік  | Сингл                                    | Альбом        |
| ---- | ---------------------------------------- | ------------- |
| 2018 | "Optimistic" (за участі співачки Brandy) | August Greene |
| 2018 | "Black Kennedy"                          | August Greene |